# 쿠로고 아이
쿠로고 아이(일본어: 黒後愛, くろご あい, 1998년 6월 14일 ~ )는 일본의 배구 선수이다. 일본 V.프리미어리그 도레이 애로우즈 소속이다.

## 학력
- 시모키타자와 세이토쿠 고등학교

## 수상

### 개인
- 2017년 전일본 고교 배구 선수권 대회 MVP
- 2018년 일본 V.프리미어리그 최우수신인상